# 佐伯直
佐伯直（さえきのあたい）は古代日本の氏族の佐伯連が賜った姓。
『日本書紀』によれば、部民としての佐伯部は、もともと東国人の捕虜であったが騒がしいことを理由に景行天皇の命で、播磨・讃岐・伊予・安芸・阿波の5か国に送られたのがその祖であるとの起源を伝える。これらを統率したのが佐伯直である。従って、佐伯直（佐伯連）　―　佐伯氏　―　佐伯部　という階層関係がある。
古墳時代の中頃（5世紀から6世紀）には、東国人の捕虜を上記5か国に移住させ、佐伯部として設定・編成したのは事実のようで、「佐伯直」や「佐伯造」といった在地の豪族が伴造としてこれを管掌し、これら地方豪族がさらに畿内の中央豪族佐伯連（後に宿祢に改賜姓された）に管掌されたため、佐伯部は間接的に中央佐伯氏の部民とされ、その中からは宮廷警衛の任務に上番させられた者もいたとみられている。

## 針間別佐伯直を祖とする佐伯氏
景行天皇の皇子・稲背入彦皇子の後裔氏族で、成務天皇の時代に同皇子の子である御諸別命（針間別命）が播磨国に封ぜられて以来、氏名を「針間別（はりまわけ）」とし、応神天皇が播磨国に行幸した時に、同国の佐伯部を御諸別命の子である針間国造の伊許自別命（阿良都命）に伴造として管掌させるとともに、「針間別佐伯直」と改賜姓したが、天智天皇9年（670年）の庚午年籍作成に際して、「針間別」の3字を除いて「佐伯直」と称するようになったという。

## 讃岐、伊予、安芸、阿波に封じられた佐伯部または佐伯直を祖とする佐伯氏
古墳時代の中頃に播磨・讃岐・伊予・安芸・阿波の5か国に設定された佐伯部（詳細は佐伯部を参照）の中、上記播磨を除いた各地の佐伯部を伴造として率い、また、各国の国造にも任ぜられた。ちなみに、空海は讃岐の佐伯氏出身であり、安芸国の佐伯氏は後に厳島神社の神主家となった。